# Phil Bayton
Phil Bayton (Dudley, 18 settembre 1950) è un ex ciclista su strada e pistard britannico.
Professionista dal 1973 al 1989, vinse due tappe al Giro di Polonia. Dopo il ritiro è stato anche direttore sportivo di squadre professionistiche.

## Carriera
Dopo essersi classificato quarto nella prova in linea alle Olimpiadi del 1972, passò professionista, correndo con squadre italiane e britanniche.
Introdotto nell'élite nel 1973, il corridore quell'anno si impose all'attenzione dei media italiani con un'epica fuga di 100 miglia della durata di cinque ore alla Milano-Sanremo, oltre al terzo posto al Trofeo Baracchi, in coppia con Dave Lloyd.
Nel 1977 passò alla Raileigh, divenendo compagno di squadra del noto ciclista Hugh Porter; nel 1982 vinse inoltre il campionato nazionale su strada.

## Dopo il ritiro
Dopo il ritiro divenne general manager del team britannico Everready-Halfords, e lo fu fino al 1993.

## Palmarès

### Strada
- 1972

Star Trophy Series
- 1973 (dilettanti)

2ª tappa Tour de Pologne
4ª tappa Tour de Pologne
- 1982 (Molteni, una vittoria)

campionato Nazionale britannico
- 1983

3ª tappa Milk Race
4ª tappa Milk Race

### Pista
- 1969

Campionati italiani, Inseguimento individuale
- 1973

Campionati italiani, Inseguimento individuale

## Piazzamenti

### Grandi giri
- Giro d'Italia

1973: ritirato
1975: ritirato
1976: ritirato
- Tour de France

1977: 21°
1978: 25°

### Classiche monumento
- Milano-Sanremo

1978: 39º
- Liegi-Bastogne-Liegi

1973: 52º
- Giro di Lombardia

1976: 24º
1977: 38º